# قصوارنة
القصوارنة هم قوم سرياني هاجر من أراضي تركيا في نهاية القرن التاسع عشر بسبب المجازر البشرية التي حصلت هناك وهربوا من الحكم العثماني إلى شمال شرق سوريا ،الحسكة ، الشام وتوسعُ هناك  وتمركزوا في محافظة الحسكة وريفها ومنهم من رحل بعدها الى لبنان ،العراق ، او البلاد الاوروبية ومنهم من بقيا هناك   نسبوا إلى القرية التي جاؤوا منها وهي قرية القصور، وقرية القصور تقع جنوب مدينة ماردين في تركيا.

## التاريخ
عاش القصوارنة في قراهم في ناحية الدرباسية كما سكنوا في الدرباسية والقامشلي والحسكة في المركز والعزيزية منذ العشرينيات من القرن العشرين كما سكنوا حلب وهناك قصوارنة سكنوا في دمشق وبيروت. وفي عام 1958م بدأ القصوارنة يتوافدون إلى الحسكة من قراهم.
هاجر القصوارنة في نهاية الستينيات من القرن العشرين إلى لبنان ومنه هاجروا إلى السويد ومنهم من هاجر إلى ألمانيا و فرنسا وأستراليا وهناك اقصوارنة في إيطالية وسويسرا وسلوفاكية وهولندا.

## قرية القصور
وقرية القصور تقع جنوب مدينة ماردين على بعد 6 ونصف كم. وما بينهما تقع قرية جفتلك التي كان بها ولا زال مزار مار إيليا. ومساحة أرض القرية الزاعية كبيرة جداً وواسعة تُقدر بحوالي 32ألف دونم. أما مساحة بناء القرية فيقدر طول بناء البيوت فيها من الشرق إلى الغرب ب3كم.وكانت تتكون من الحارة الوسطى ويسمونها بالصنصولية.والحارة الغربية والحارة الشمالية والحارة الشرقية والحارة القبلية. وكان قبل المذبحة عام 1915 تتكون القرية وبحسب إحصاء عثماني من 500 خانة أي بيت وكل بيت يحتوي على ثلاث أو أربع أجيال لكن بعد المذبحة من عاد للقرية حوالي 62 أسرة.وكان في القرية كنيسة للسريان باسم مار تدارس وهي نفسها كنيسة مارأفرام. وكنيسة العذراء وابتنى الكاثوليك في القرية كنيسة بمساعي القاصد الرسولي للفاتيكان عام 1872م.من القسان القصوارنة قس عبد الله وهو من آل سعد وظهر اسم هذه القرية منذ منتصف القرن الرابع عشر. إذ ظهر من القرية شعراءومطارنة وقد وجدناذكر لشعراءاقصوارنة عندما بحثنا في مكتبة برمنكهام فوجدنا اسم للشاعر القصوراني(الشاعر الخوري) عبد يشوع بن طنطين نعمة الذي ولد في قرية القصور مدح أحبار زمانه بست قصائد سباعية مقفاة. ونجد من أشعاره في الخزانة البطركية للسريان الأرثوذكس في دمشق.
وتسمت القرية بالكولية أيضا ولكن هذه التسمة جديدة وأهل القرية ينتمون إلى القبائل الغسانية والتغلبية ومنهم من هو آشوري وكلداني وسرياني والجميع واحد.وأما الغساسنة من القصوارنة فقد جاؤوا من اليمن إلى حوران ثمَّ جبلة على الساحل السوري ومنهم من رحل إلى قرية مغلوجة بلحف جبل عبد العزيز في الجزيرة السورية، ومن ثمَّ رحلوا إلى قرية كانت مهجورة منذ زمن الرومان. وابتنوا فيها بيوتاً ومناظر والمنظرة هي علية أو طابق ثان وكانت تشبه في بنائها قصورهم في اليمن وسبب هجرتهم من اليمن هو خراب سد مأرب.
ومن القرى التي تحيط بقرية القصور. قرية الغرس الشمالية والغرس الجنوبية وقرية تومكي الشمالية وتومكي الجنوبية وحرين والقوس والتوك وسلاخ وباسقتري وتل فيض وقرية البويرة وقرية جوفتلك.